# ホームシアター

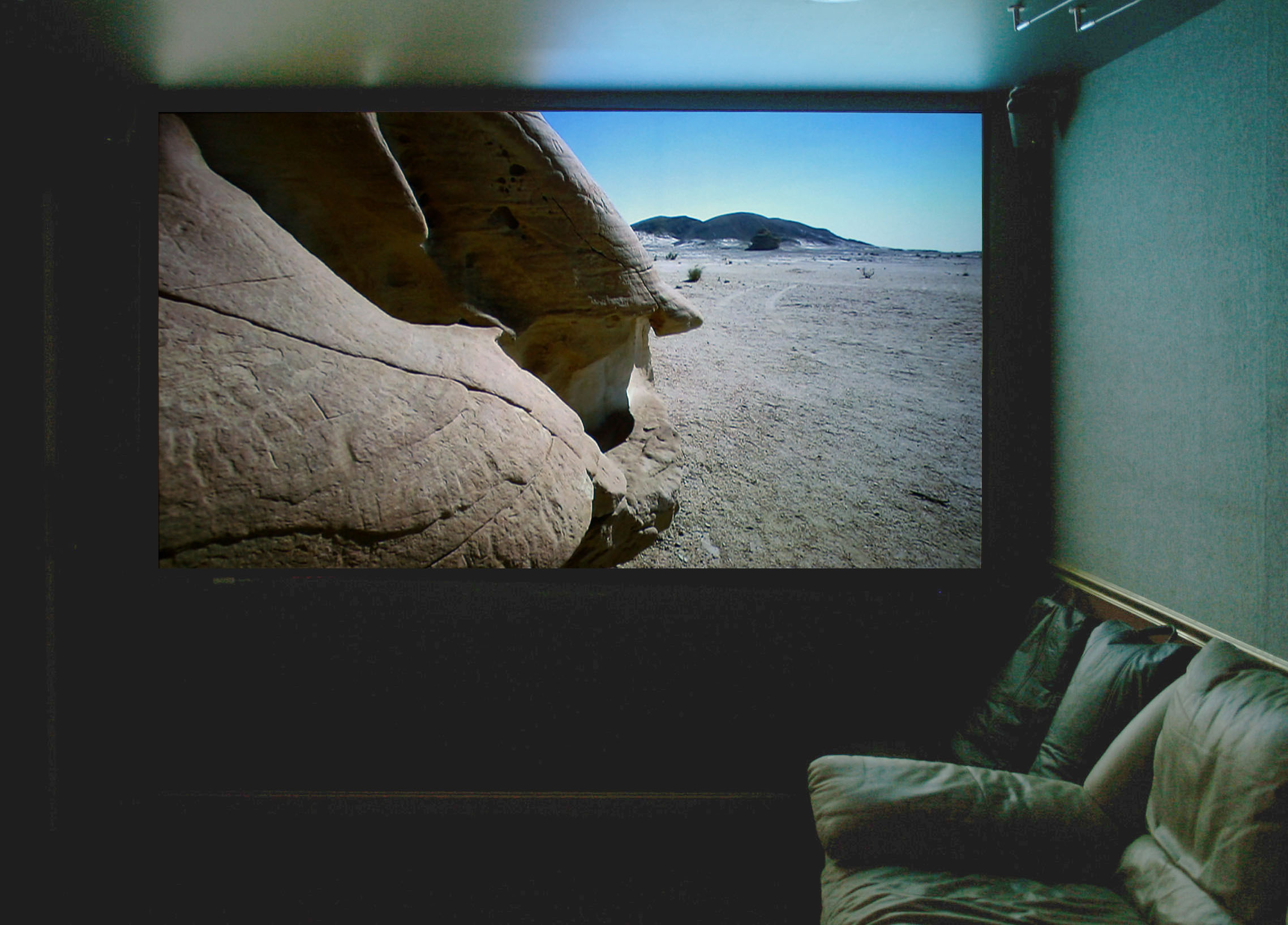
ホームシアターの例
（HDTV、119インチスクリーン）

ホームシアター（米: home theater、英: home cinema）は、家庭 (home) に大画面テレビやマルチチャンネルスピーカーなどを設置し、まるで小型の映画館 (theater) であるかのように設備を組むことである。なお、日本では富士通ゼネラルが1963年（昭和38年）から「ホームシアター」を商標登録していたが、1999年（平成11年）に無償開放した。
個人が所有することで、好きなコンテンツをいつでも視聴可能になるというメリットはあるものの、ホームシアターは予算に厳しい制約があるため、多額の予算を投入できる映画館と比較して様々な仕様を縮小した形式で設けられることになる。主に、遮音性の低い普通の住宅に設けられ大きな音が出せなかったり、利用出来る映像・音声のデータ品質が劣っていたり（Blu-ray Discなどの非可逆圧縮データが限界）、スピーカーも簡易的である（手のひらに乗るサイズのスピーカーが一般的）といったことから、迫力で劣ることになる。そういったハードウェアの性能差から、映像規格やサラウンド音声規格が業務用と家庭用で区別されている。
設置の手間や騒音の影響を考えると、大画面テレビにヘッドホンやサウンドバー等のバーチャルサラウンド機器を組み合わせる構成が手軽である。
ホームシアターを普及させるべく様々な製品開発が進められているものの、大画面やサラウンドの需要はさほど多くなく、経済的に余裕のある趣味層が主体となって導入する傾向は変わっていない。

## 普及と設備

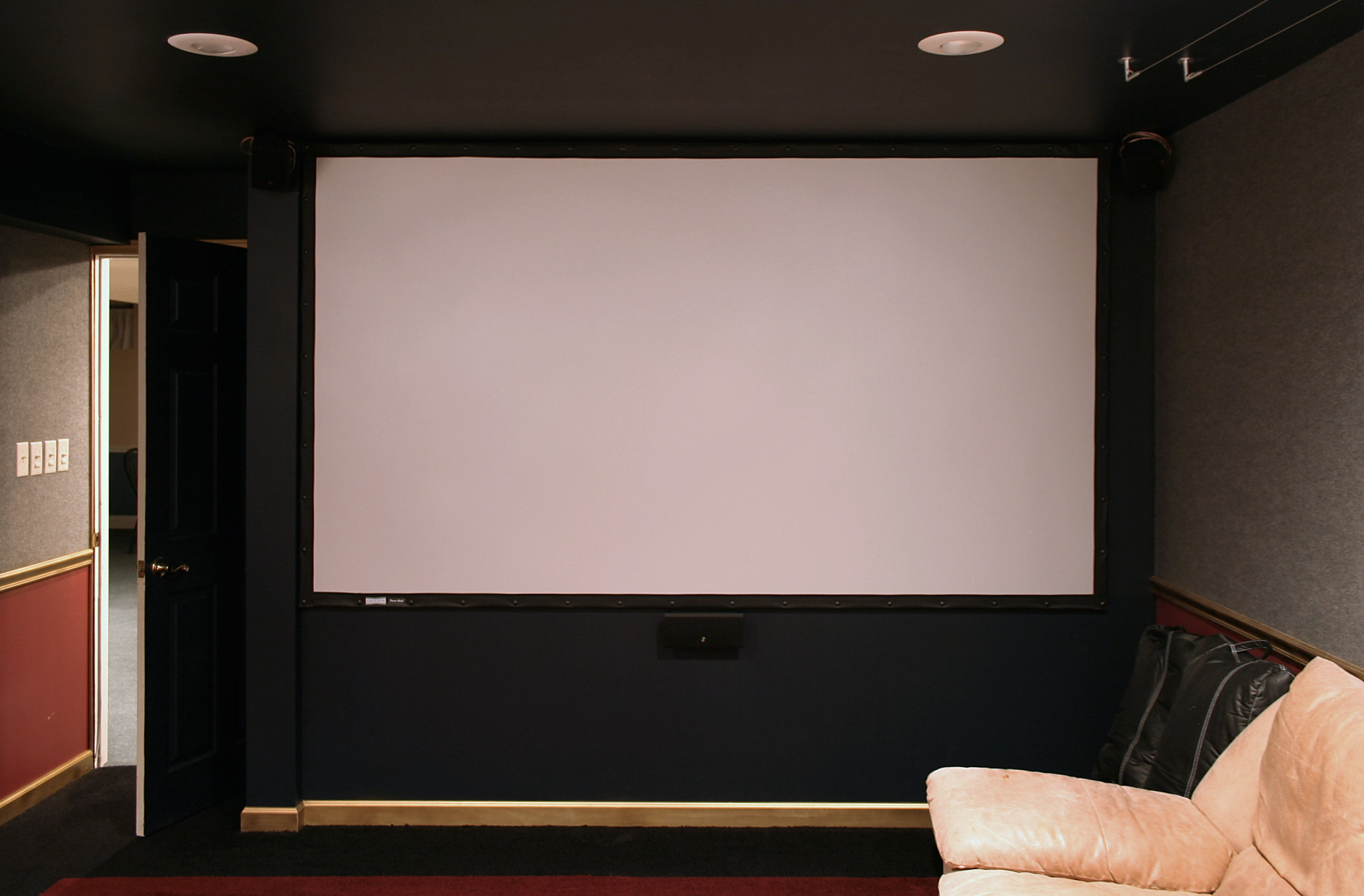
スクリーン

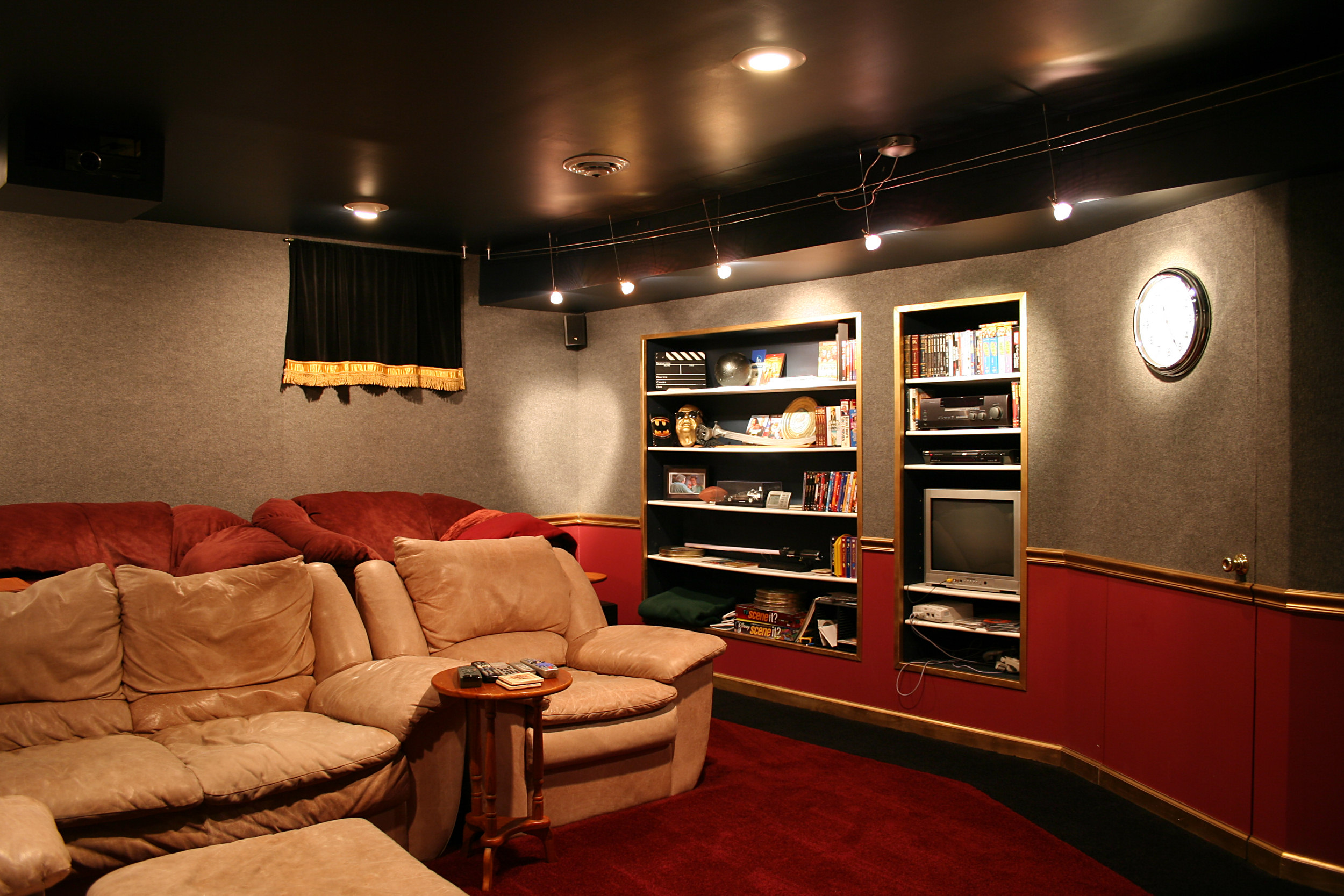
リモコンを手元に置いて、各種AV機器は壁面にビルトインされている

かつてはホームシアターのための大画面を実現できる装置はプロジェクターや発売当初低輝度だったリアプロジェクションテレビに限られていた。映像機器ではレーザーディスクが登場し、音響機器ではドルビーサラウンドやドルビープロロジックの登場により、ステレオ再生からリアスピーカーが後ろ側に配置されたマルチチャンネルの再生が可能となった。しかし、スピーカー設置のハードルが高く、そのほかにも高価で大掛かりな設備が必要だったため、一般人には手の届かない娯楽であった。ハイエンドのレーザーディスクだけでなく、普及品のVHSにも通常のステレオ音声に重畳する方法（マトリックス方式）でサラウンド音声が収録されていたが、その存在すらも知らない消費者がほとんどであった。
1990年代後半に入るとDVDが登場する。DVDは家庭用VTRにはないデジタル記録による劣化の少ない映像、ドルビーデジタルによる、フロント左右、リア左右、センター、サブウーハーの5.1chのサウンド再生が可能であった。ドルビーデジタルより高音質のDTSというフォーマットもある。ドルビーより後発の規格であるため、初期の機器には未対応機種も存在する。そのため現状ではDVD・BDに両規格の音声が収録されることも多い。1990年代後半において、DVDは高級品としての扱いを受けた。
2000年にDVD再生機能を搭載したプレイステーション2が発売されると状況が一変する。ほぼ同時期に5.1chサラウンドシステムのセット商品が各オーディオメーカーから発売されるようになり、そこに大画面のプラズマテレビが開発され、液晶テレビの大型化と価格低下もあって、大画面・高画質の映像と臨場感のあふれるサウンドで、映画がより楽しめる環境を一般人でもぎりぎり手の届くコストで構築することが可能になってきたのである。また、映画制作のデジタル化が進み、サラウンド音声を効果的に使用した映画が多数現れたことで、サラウンド音声の価値が一般にも理解され始めてきていた。プレイステーション2の発売以降は映像再生のみVHSからDVDへの置き換えが急速に進んだ（映像録画のデジタル化についてはより後の時代を待つことになる）。
テレビのデジタル化と共にHDMIが登場し、BDが登場する。BDでは高精細映像が実現され、音声規格もハイレゾにも対応出来るように拡張された。それに伴って、サラウンドスピーカーの数も増加。設置の手間も掛かるため、次善策としてテレビに組み込まれたバーチャルサラウンド機能を利用したり、サウンドバーを追加する場合は多い。この頃から徐々に一般にも浸透してきたが、日常生活で特に必要というわけではないため、本格的な導入は作品鑑賞に高い関心がある一部の家庭に留まっている。
なお、これらの設備には様々な映像・音響機器が組み込まれ、付属する複数のリモコン取り扱いだけで、利用者を辟易させる。そのため、学習リモコンと呼ばれる機器で、一元的に操作できるように工夫する消費者もいる。これは機器によっては空調、照明といったリモコン操作を受け付ける設備すべてをコントロールすることができる物もある。ただ、多くの機器を操作できるようにするための設定に、結局専門業者の手を借りなくてはいけない場合がある。
特に業務用のシステムでは、一つのボタンで「遮光カーテンの開閉」「照明の調節」「音響・映像機器類の立ち上げ」「照明の上映状態への移行」「上映スタンバイ状態から映像ソースの再生開始」に加え、他のボタンで「上映終了後の照明やカーテンの制御」「機器の電源断」といった一連の動作を順を追って自動制御できるものがあり、全ての機器と室内環境の制御に、専用に設計された制御ボックスを利用する。これは電子工作の範疇で製作された一品物の制御ボックスがシステム内に組み込まれたものである。この業務用システムに倣い、家庭用システムでも制御ボックスを自作・あるいは発注して利用するケースも見られる。
近年では、スマホやタブレット端末にアプリをインストールして、システム導入の手間を省いたり、音声認識機能を導入して、操作の簡易化、一元化を図っている。
2010年代に映画館でIMAXやドルビーシネマなどのプレミアム上映規格が矢継ぎ早に登場して普及すると、高品位な映像規格やサラウンド音声規格は一般消費者においても更に理解が進むことになった。
スマートフォンやタブレットで映像作品を個人視聴する方法が普及してからは、イヤホンやヘッドフォンを利用するバーチャルサラウンドが広く利用されるようになった。

## ホームシアターを組むための機器

### 映像機器

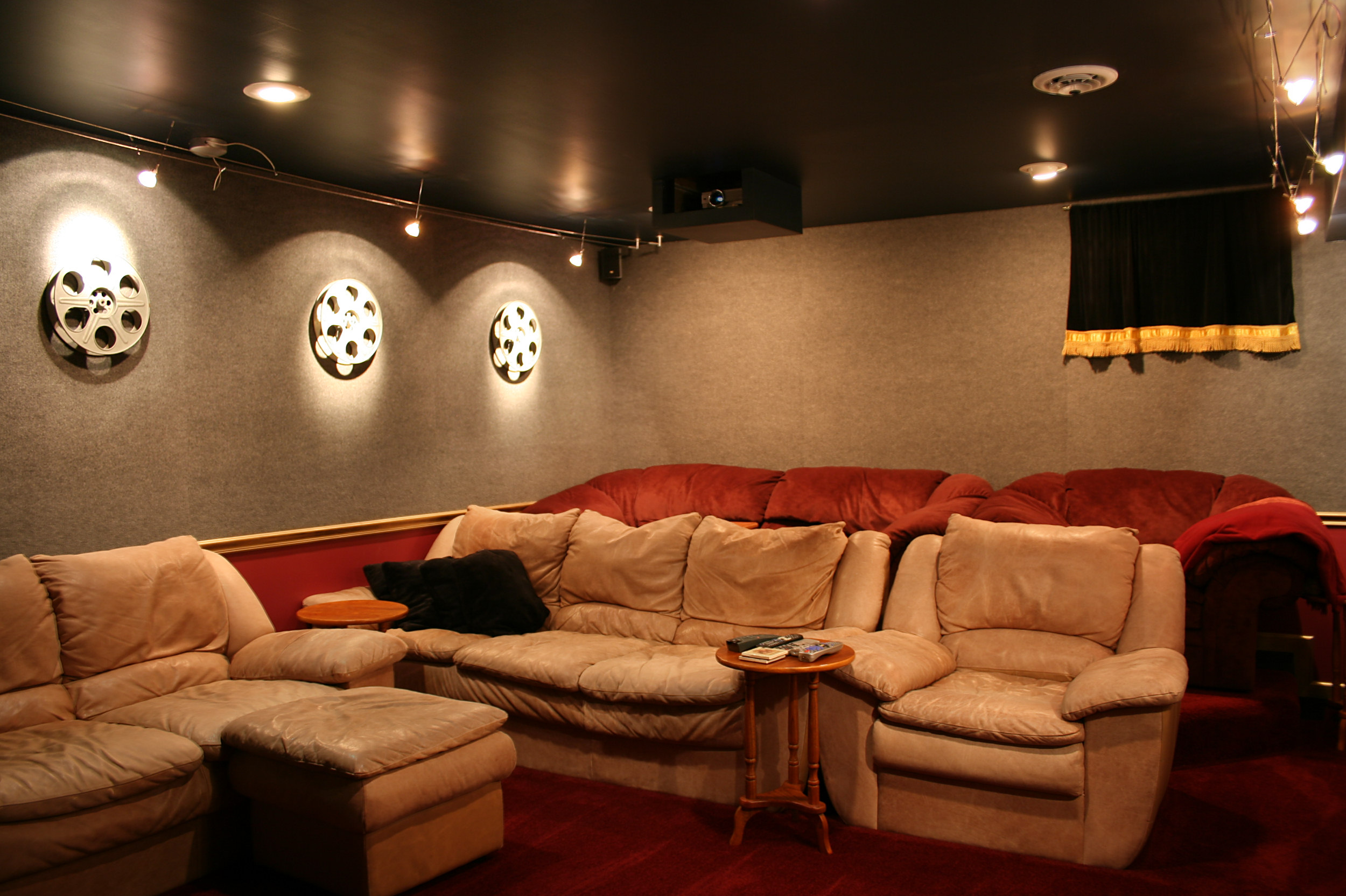
天井に備え付けられたプロジェクター

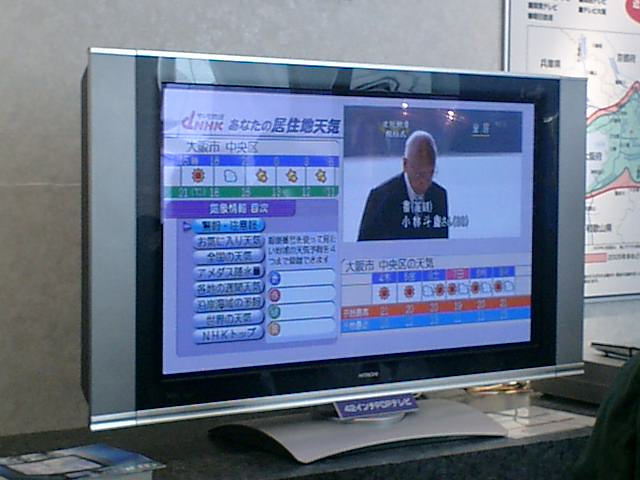
日立製作所製42型PDPTV

プロジェクター

機器からスクリーンに投射する非直視型。60インチ〜120インチ以上の大画面も家庭で楽しめる。ただし投影式のために前を横切れず、設置場所の確保や部屋を遮光したりして暗くする必要がある。価格は数万円台の安価なものから、100万円を超す高価なものまで差が激しい。透過型液晶やLCOS（反射型液晶）、DLPプロジェクター、3管式など様々で、機器の投影方式が映像に大きく影響する。現在では、HDMI入力端子が搭載された機器が主流である。部屋をある程度暗くして楽しむので、映画館に近い感覚になる。日常生活をしながらの視聴には不向き。
液晶ディスプレイ
かつては小型のディスプレイの代名詞であったが、50インチを超える大型も製品化されるようになった。多くが非光沢処理を表面に施している。応答速度の点でプラズマディスプレイに一歩劣るが（32型以上は倍速表示のモデルもある）、使いやすく汎用性に富む。バックライトがLEDとなったことで、欠点といわれていた液晶ディスプレイの明るさは向上し、薄型モニターの中では最も売れている。日本では住宅事情などから、低価格の26V型、32V型が一番よく売れているが、現在は4Kディスプレイが主力製品化している。シャープは4Kの4倍近い8K画素があるディスプレイも、一般用に販売を開始した。
プラズマディスプレイ

37～60インチクラスの薄型・大画面ディスプレイ。2005年あたりから「1インチ1万円」といわれるようになる。2011年頃には、42～50型では1インチ5000円以下の機種もある。37V型～50V型くらいがサイズ、価格ともにコストパフォーマンスが良い。応答速度の速さ、視野角の広さが良く、日常生活の明かりの下での映画再生には最適なディスプレイである。液晶テレビより低寿命（最近のプラズマディスプレイでは、パネル寿命が、10万時間に達しているものが出ており液晶ディスプレイのバックライト寿命よりも上回って来ている）なのが欠点。光沢の表面処理が多く、好き嫌いが分かれる。液晶テレビの低価格化に押され、パイオニア・パナソニックなどメーカーが相次いで生産から撤退した結果、2013年モデルを最後に一般向け市場から姿を消した。
リアプロジェクションテレビ
プロジェクターをテレビの内部に組み込み、画面に映像を映し出す方式。発売当時は大画面を謳っていたが、極端な低輝度が不評を買い、日本では悪印象だけが残った。日本国内では市場が小さいが、米国や中国では普及している。プラズマテレビや液晶テレビに比べやや厚みはあるが、かなり安価である。日本ビクターやEPSONが開発したリアプロジェクションテレビは高輝度、高精細さを再現、第三の薄型テレビとして注目されていたが、ソニーは撤退、ビクターも次世代機開発と同時に見直し、エプソンも全機種の生産を終えた。このため日本国内の一般向け市場からは姿を消している。
有機ELディスプレイ
小型製品も存在するが、OLEDと呼ばれる55インチクラス以上の薄型・大画面ディスプレイのことを指す。黒の表現に優れており、日常生活をしながらの視聴にも向いているため、液晶ディスプレイに代わって使用するユーザーも多い。全般的に価格が高い製品が多い。

### 再生機器
DVDプレーヤー
DVD-Videoの再生のための機器。特にホームシアターでは5.1chが再生できるので重要。テレビ番組の記録ができるDVDレコーダーや、DVD-Audio或いはSACDが再生できるユニバーサルプレーヤーなども選択が可能（PlayStation 2、Xbox、Xbox 360といった家庭用ゲーム機でも代用は可能だが、機能及び性能面で同価格帯の専用機種と差異が存在する）。低価格帯ではプログレッシブ再生の可否、中価格帯ではHDMI出力の有無など、機種によって差異が存在している。現在は数千円前後の海外製プレーヤーも多く販売されている。
BDプレーヤー
ブルーレイディスク(BD)を再生する機器。DVDのおよそ4倍の高画素映像、非圧縮・可逆圧縮ないし非可逆圧縮7.1chの音声が記録されている。BDレコーダー、PlayStation 3、PlayStation 4、PlayStation 5、Xbox One、Xbox Series Xも選択が可能。HDMI出力が必須となり、ハード性能の向上によって、映像再生とゲームの両方が使えるこれらのゲーム機が専用プレーヤーに代わって用いられることが多い。特に、PS4 ProやXbox One Xに至っては、画質・音質共に専用高級BDプレーヤーをも凌駕する性能となっている。
UHDBDプレーヤー
Ultra HD Blu-ray Disc(UHDBD)を再生する機器。BDのおよそ4倍の4K相当の高画素映像、非圧縮・可逆圧縮ないし非可逆圧縮マルチチャンネルの音声が記録されている。UHDBDレコーダー、Xbox One s、Xbox One X、Xbox Series Xも選択が可能。大画面のホームシアターでは重要。
Chromecast
Amazon Fire TV

### 音響機器
AVアンプ
ホームシアターの中核となる音声・映像信号セレクター機能を有するアンプ。5.1chや6.1ch出力された音声信号を6本から10本の各スピーカーに分配、増幅して送るなどオーディオ用のアンプとは設計が異なる。AVレシーバーとも呼ばれる。センタースピーカー、フロントRスピーカー、フロントLスピーカー、リアRスピーカー、リアLスピーカーの5個のスピーカーと低音域再生専用スピーカー1個の計6本の組み合わせを5.1chという。6.1chはバックサラウンドが1本、7.1chではバックサラウンドが2本になる。9.1chではさらにサイドスピーカーが2本追加される。安価な物から高価なものまで幅広く、スピーカー同様各メーカーの個性が出やすい。一部には、音声をプリアウトするコントロールアンプとしての機能、ラジオ受信、THX対応、ネットワークオーディオプレーヤー、ワイヤレススピーカーの接続、各スピーカーの詳細な制御など、付加機能を備えた機種もある。コスパ重視の方法としては、パソコンのサラウンド機能で代替する方法もある。
スピーカー
5.1ch分で数万円程度で売っている安価なセット物もあれば、1台1台別売りの高級スピーカーまで幅広い。高級スピーカーは値段の上限がない。センタースピーカーは主に会話を再生するため、その特性を生かすように設計されている。サラウンドスピーカーとイネーブルドスピーカー等は、再生成分がメインに比べて少ないため、メインスピーカーより小さな物を使用してもよいといわれている。ただし、スピーカーの特性も若干変化するため、経済的に余裕があるのならば同じスピーカーが良いとされている。しかしながら、サラウンドスピーカーは後ろ側にケーブルを配線する関係上、設置の敷居が高いことから、スピーカーケーブルを必要としないワイヤレス伝送で妥協する方が効率的であり、一部の製品にはワイヤレス伝送に対応しているものがある。実際には、サラウンド端子がプリアウトに対応したAVアンプ、Bluetoothトランスミッター、Bluetoothスピーカーがあれば、サラウンドスピーカーをワイヤレス伝送することが可能。AVアンプ同様、THX規格に準ずる製品は比較的高価。
ホームシアター・システム（ホームシアター・イン・ア・ボックス）
欧米を中心に、DVDプレーヤーとAVアンプが一体になった機械部分と、数本のスピーカーとサブウーハーのセットが人気を集めている。これを一般的に「ホームシアター・システム」と呼ぶ。アメリカではこれらが一つの箱に入って販売されているので、「ホームシアター・イン・ア・ボックス」とも呼ばれている。家庭で手軽にホームシアターを楽しめるセット。多数のスピーカーから出る音の遅延を補正することにより音場の補正をし、より臨場感を高める製品や、フロントのスピーカーだけでサラウンド効果を実現しようとする製品もある。
サウンドバー
前述のホームシアター・システムを小型化・簡略化したもの。スピーカーとアンプを横長の筐体にまとめ、テレビの下に設置するだけで2.1chから3.1ch分の音声を再生可能としている。ホームシアター・システムと比較して音響面では劣るが、設置作業が大幅に簡略化され設置スペースも最小限となっている。サブウーファーやサラウンドスピーカーを接続することで、低音強化やリアル5.1chのシステムに拡張できる製品もあるが、設置を容易にするためにワイヤレス伝送が採用されている。手軽さを重視したエントリーモデルが中心であるが、ハイパワーのアンプやデジタル音場処理による仮想5.1ch機能などにより、ホームシアター・システムにも劣らない高機能モデルも登場している。

## メーカー
2023年現在、ホームシアターの関連製品を製造しているメーカーに限る。
- テレビ、DVD、BD、オーディオ全ての分野で機器を作っているメーカー
  - ソニー（ソニーグループ）
  - パナソニック （パナソニックホールディングス）
- テレビ、DVD、BDなど、映像機器を主に作っているメーカー
  - シャープ
  - TVS REGZA（旧：東芝メディア機器・東芝映像ソリューション）
  - 船井電機（フナイ）
  - アイワ（2代目法人）
  - オリオン
- AVアンプやスピーカーシステム等のオーディオ機器を主に作っているメーカー
  - ヤマハミュージックジャパン（ヤマハ）
  - オンキヨーテクノロジー（オンキヨー・パイオニア、日本市場向けの発売・販売元、および製品サポートはティアックが担当）
  - D&Mホールディングス（デノン・マランツ）
  - ボーズ